# Crazy Story 2.0
«Crazy Story 2.0» (також відомий як «Crazy Story (Remix)») — сингл американського репера King Von з його дебютного мікстейпу Grandson, Vol. 1, виданий 3 травня 2019 р. на лейблах Only the Family та Empire Distribution. Є продовженням «Crazy Story» й прелюдією до «Crazy Story, Pt. 3». У пісні використано той самий інструментал, що й у першій частині.

## Опис
Куплет Вона є таким самим, як і в оригінальній версії, проте додано куплет Lil Durk, що використовує каденцію та метрику Вона, але адаптує їх до його стилю. По суті, Durk продовжує першу історію, розповідаючи про наслідки подій і змальовуючи сценарій помсти за попередню засідку з боку ворогів.

## Відеокліп
Премєра кліпу відбулась 20 травня 2019 року. У ньому показано обох виконавців у нейборгуді з іншими членами OTF, зокрема Booka600, Memo600 та Doodie Lo, з вкрапленнями сцен стрілянини, що відображає текст пісні.

## Чартові позиції
| Чарт (2020)                             | Найвища позиція |
| --------------------------------------- | --------------- |
| Billboard Global 200                    | 178             |
| США (Billboard Hot 100)                 | 81              |
| США (Hot R&B/Hip-Hop Songs) (Billboard) | 32              |